# 奥利弗·兰珀
奥利弗·兰珀（德語：Oliver Lampe，1974年4月9日—），德国男子游泳运动员。他曾代表德国参加1996年夏季奥林匹克运动会游泳比赛，获得男子4×200米自由泳接力铜牌。